# مجزرة عائلة الأسطل
مجزرة عائلة الأسطل (2023) هي سلسلة مجازر ارتكبها سلاح الجوّ الإسرائيلي حينما أغارَ على مدينة خان يونس وهي مدينة فلسطينية، ومركز محافظة خان يونس. تقع في الجزء الجنوبي من قطاع غزة. حيثُ أنه ومع بداية عملية طوفان الأقصى في 7 أكتوبر 2023 قام سلاح الجو بشن سلسلة غارات على كافة أنحاء مدينة خان يونس. هذه المجازر من ضمن عدة مجازر وقعت خلال عملية طوفان الأقصى. تسبّبت هذه المجازر الإسرائيليّة والتي استهدفت المربعات السكنية لعائلة الاسطل إلى استشهاد أكثر من 100شهيداً من عائلة الأسطل.

## خلفية الحدث
في ساعاتِ الصباح الأولى من يوم السابع من أكتوبر 2023 أطلقت حركة المقاومة الإسلامية حماس عبر ذراعها العسكري كتائب الشهيد عز الدين القسام عملية طوفان الأقصى وذلك ردًا على الاعتداءات الإسرائيلية وتدنيس الأقصى والاستمرار في الاستيطان كما أكّد على ذلك محمد الضيف القائد العام للقسّام والذي أعطى إشارة انطلاق العمليّة التي شهدت اقتحامًا من المقاومين لمستوطنات غلاف غزة ونجحوا في قتلِ عدد كبيرٍ من الجنود الإسرائيلين، وأسر عشرات آخرين كما استطاعوا خلال ساعات قطع عشرات الكيلومترات ووصلوا لمستوطنات أبعد من تلك المحيطة والقريبة من قطاع غزة.
استمرَّت الاشتباكات بين الجيش الإسرائيلي وبين المقاومين في عديد من المستوطنات وعلى رأسها مستوطنة سديروت. الرد الإسرائيلي على هذه العمليّة جاء من خلال شنّ سلاح الجو الإسرائيلي عشرات الغارات العشوائيّة على القطاع متسبّبة في مقتل عشرات المدنيين وتدمير البنية التحتية لمدن القطاع، ليصل حد فرض إغلاق شامل وقطع متعمد لكل الخدمات من ماء وكهرباء وغاز، وهو ما هدَّد حياة أكثر من مليونَي فلسطيني يعيشُ داخل القطاع الذي يُعاني أصلًا من تبعات الحصار الخانق عليهم منذ ستة عشر عاماً.

## المجزرة
بالتزامن مع عملية طوفان الأقصى قامت طائرات الاحتلال الإسرائيلي بقصف كافة أرجاء المربع السكني الخاص بعائلة الأسطل في مدينة خان يونس. وجرى القصف خلال شهر أكتوبر 2023، حيثُ شنت الطائرات غارات جوية مكثفة في كافة أنحاء المدينة، والتي طالت المربعات السكنية الخاصة بالعائلة. وتمكنت سيارات الإسعاف والدفاع المدني من انتشال جثامين 100 مواطناً من عائلة الأسطل طوال شهر أكتوبر، ومعظمهم أطفال ونساء إضافة إلى عشرات الجرحى وعشرات المفقودين.

## الضحايا
1. صفية بكير (الأسطل)
2. ريان عبدالله الأسطل
3. ريمان عمر الأسطل
4. علي محمد الأسطل
5. جنی محمد زكريا الأسطل
6. رضوان إبراهيم لولح
7. أمير عمر الأسطل
8. مجد علي الأسطل
9. بلال أنور الأسطل
10. نور إبراهيم لولح
11. أحمد يعقوب الأسطل
12. محمد إبراهيم لولح
13. علاء إبراهيم لولح
14. عمر زكريا الأسطل
15. يامن عبدالله الأسطل
16. أنور محمد الأسطل
17. زكريا علي زكريا الأسطل
18. محمد علي الأسطل
19. محمد زكريا الأسطل
20. رغد محمد زكريا الأسطل
21. ماجد يعقوب الأسطل
22. آلاء زكريا الأسطل
23. مهند ماجد یعقوب الأسطل
24. أمل زكريا الأسطل
25. وهبة الأسطل
26. عبدالله زكريا الأسطل
27. أنور محمد الأسطل
28. هشام الأسطل
29. رياض هشام الأسطل
30. لانا محمد الأسطل
31. زكريا علي عايش الأسطل
32. ليان هشام الأسطل
33. وفاء الأسطل
34. منيب زكريا الأسطل
35. إبراهيم لولح
36. هناء حسين الأسطل
37. نادية ياسين الأسطل
38. ماجد علي حامد الأسطل
39. هناء إبراهيم الأسطل
40. ابتهال إبراهيم الأسطل
41. أفنان إبراهيم الأسطل
42. إبراهيم حامد الأسطل
43. أسامة محمد الأسطل
44. محمد محمد الأسطل
45. سماح محمد الأسطل
46. سمر محمد سليمان الأسطل
47. هشام محمد سليمان الأسطل
48. عبير محمود أحمد الأسطل
49. جنان حامد ناصر الأسطل
50. جوان يحيى يوسف الأسطل
51. ميان يحيى يوسف الأسطل
52. رمزي عبد الكريم الأسطل.
53. كريم رمزي عبد الكريم الأسطل
54. نداء عبد الحميد سعيد المجايدة (زوجة رمزي)
55. رأفت عبد الكريم الأسطل
56. محمد رمزي عبد الكريم الأسطل
57. عبد الكريم رمزي عبد الكريم الأسطل
58. عبير محمود أحمد الأسطل
59. جنان حامد ناصر الأسطل
60. جوان يحيى يوسف الأسطل
61. ميان يحيى يوسف الأسطل

بالإضافة إلى خمسة شهداء أشلاء من عائلة الأسطل، لم يتم التعرف عليهم.